# Думбия, Сейду
Сейду́ Думбия́ (фр. Seydou Doumbia, французское произношение: [sɛdu dumbja]; род. 31 декабря 1987, Абиджан) — ивуарийский футболист, нападающий. Выступал за сборную Кот-д’Ивуара. Лучший бомбардир среди всех африканских футболистов в истории чемпионата России (66 голов в 108 матчах).

## Биография
Родился в городе Абиджан. У Сейду три брата — Усман, Вье и Бенге. Семья Сейду была, по словам Думбия, «страшно бедной», он часто голодал и для того, чтобы хоть немного поесть, продавал на улице носовые платки. Когда ему было 12 лет, его игру на улице заметил Оливье Кутуа (фр. Olivier Koutoua), председатель футбольной школы «Сантр Формасьон д’Интер»:
Я шёл в деловой квартал Абиджана, и внезапно увидел этого ребёнка. Это был Сейду. Я поймал его и сказал, что он должен был быть в школе в это время. И тогда он мне показал свои носовые платки. Я немедленно понял, как страдал этот мальчик и решил выручить его.
Так Думбия попал в футбольную школу.

## Клубная карьера
Начал карьеру в 2003 году в клубе «Атлетик Аджаме», выступавшем во второй лиге чемпионата Кот-д’Ивуара. Через год перешёл в клуб-партнёр «Атлетика», «Тумоди». На следующий год перешёл в «Денгеле», за который забил в 20 играх 15 голов, став лучшим бомбардиром первенства страны. Затем вернулся в «Атлетик».
В 2006 году Думбия перешёл в японский клуб «Касива Рейсол», однако там забил лишь 3 гола и был отдан в аренду в клуб «Токусима Вортис», за который забил 7 голов.
28 января 2008 года появилось сообщение, что Думбия перешёл в бухарестский «Рапид», однако сделка не состоялась. Через несколько недель он перешёл в швейцарский клуб «Янг Бойз», заплативший за трансфер 130 тыс. евро. В эту команду Думбия попал благодаря протекции своего друга, Тьерри Дубаи, который играл за «Янг Бойз». Его дебютной игрой стал матч чемпионата Швейцарии с клубом «Базель» 18 июля. Начало в новой команде вышло для Думбия очень удачным: он забил в первых 5 матчах 5 голов при том, что проводил не более 25 минут на поле. Всего в 32 матчах Думбия забил 20 голов и стал лучшим бомбардиром чемпионата Швейцарии несмотря на то, что лишь в пяти играх выходил в стартовом составе. Также он стал лучшим игроком первенства по опросу футболистов. По окончании сезона Думбия продлил контракт с клубом на 5 лет.

### ЦСКА (Москва)

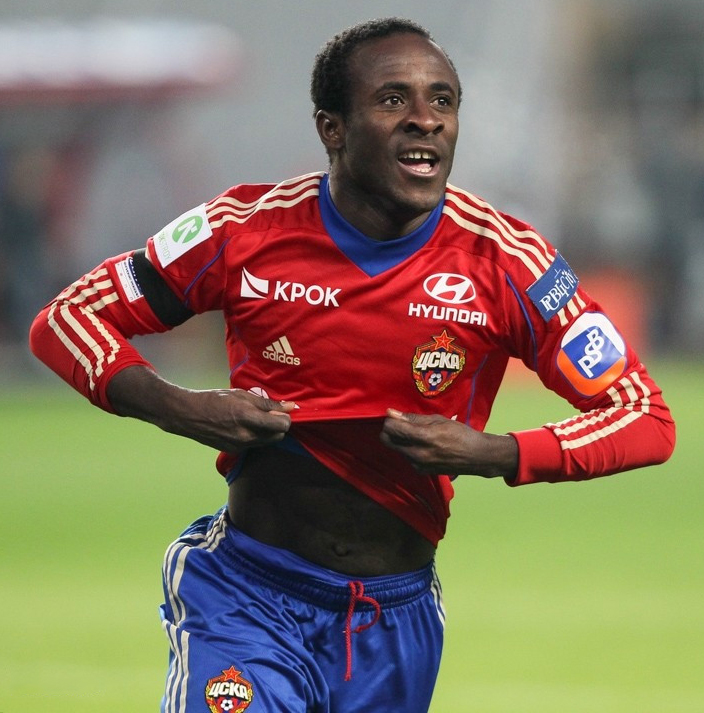
Думбия в составе ЦСКА

3 января 2010 года появилось сообщение о переходе Думбия в московский клуб ЦСКА в июле того же года. 5 января контракт был подписан сроком до 2014 года; сумма трансфера составила 7 млн евро. По словам Евгения Гинера, другой российский клуб — «Рубин» — предлагал за трансфер ивуарийца в 2,5 раза больше и больший размер зарплаты, но президент швейцарского клуба Янг Бойз Вернер Мюллер не поверил в реалистичность предложения и продал футболиста в ЦСКА. 1 августа 2010 года Думбия дебютировал в составе ЦСКА в матче чемпионата России с московским «Спартаком»; игра завершилась победой его команды со счётом 2:1. Футболист стал 200-м игроком, надевшим форму ЦСКА в российских чемпионатах. 19 августа Думбия забил первый гол в составе ЦСКА, поразив ворота «Анортосиса» в матче отборочного турнира Лиги Европы; в той же игре он забил и второй мяч. 24 августа в ответном матче Думбия поразил ворота соперника, забив гол на 85-й минуте и тем самым сравняв счёт. 29 августа Думбия забил свой первый гол в чемпионате России: на 4 минуте встречи он поразил ворота «Алании»; в той же игре получил надрыв задней поверхности левого бедра и выбыл из строя на месяц. 21 октября в матче группового этапа Лиги Европы забил два мяча в ворота итальянского «Палермо». В середине ноября Думбия получил травму задней поверхности правого бедра и выбыл из строя до конца года.
24 апреля 2011 года в игре с «Томью» Думбия получил травму голеностопа. 22 мая, оформив дубль в матче с «Аланией», принёс ЦСКА победу в финале Кубка России. В сезоне 2011/12 Думбия набрал очень хорошую форму и стал лидером и лучшим бомбардиром чемпионата с 13 забитыми мячами. 14 сентября в гостевой встрече группового этапа Лиги чемпионов с «Лиллем» спас свою команду от поражения, когда ЦСКА уступал 0:2, на 72-й минуте матча Думбия забил первый гол в ворота «Лилля», а на 90-й минуте сравнял счёт, сведя матч к ничьей 2:2. В выездном матче против «Трабзонспора» не реализовал несколько голевых моментов, а на 75-й минуте, получив вторую жёлтую карточку, был удалён с поля. Встреча закончилась со счётом 0:0.
23 октября в матче с «Анжи» Думбия оформил свой первый хет-трик в чемпионате. В следующем матче 28 октября с нальчикским «Спартаком» Думбия снова оформил хет-трик, а также сделал голевой пас. Все три голевые передачи отдал ему Алан Дзагоев.
По мнению изданий «Футбол» и «Спорт-Экспресс» в конце 2011 года был признан лучшим футболистом года в России. По итогам сезона стал лучшим бомбардиром чемпионата, забив 28 голов. Также на его счету 12 голевых передач.
В начале следующего сезона Думбия получил травму спины (межпозвоночная грыжа) и не смог помочь своей команде в 2012 году. В январе 2013 года появилась официальная информация о том, что Думбия полностью восстановится и будет готов играть против «Крыльев Советов» в марте. Думбия вернулся в игру после травмы лишь 1 апреля в матче против «Алании» и на 92-й минуте забил свой первый мяч после травмы, который стал для него вторым в чемпионате. ЦСКА одержал победу со счётом 4:0. 8 мая гол и голевая передача Думбия вывели ЦСКА в финал Кубка России. В итоге в сезоне 2012/13 он забил 4 мяча в 8 матчах.
В сезоне 2013/14 провёл 22 матча, в которых записал на свой счёт 18 мячей. ЦСКА второй год подряд стал чемпионом, а Думбия — лучшим бомбардиром РФПЛ. В этом сезоне он побил планку 90 минут на гол, что в европейских чемпионатах сделали лишь 4 игрока. Также на его счету 2 мяча в Лиге чемпионов. По мнению издания «Советский спорт» Думбия был признан лучшим футболистом года в России.
5 ноября 2014 года в матче Лиги чемпионов Думбия, забив 2 мяча в ворота «Манчестер Сити», принёс ЦСКА победу со счётом 2:1.
В октябре 2014 года был признан лучшим игроком команды и привлёк внимание английского «Ливерпуля», готового заплатить за нападающего 15 млн фунтов.

### «Рома»
31 января 2015 года официальный сайт ЦСКА объявил о том, что Думбия продолжит карьеру в итальянской «Роме». Трансфер обошёлся итальянскому клубу в 14,4 миллиона евро. Кроме того, «армейцы» могут получить ещё 1,5 миллиона в качестве бонусов. С футболистом был подписан контракт до 30 июня 2019 года. Переход ивуарийца стал самым дорогим в Италии в зимнее трансферное окно. Думбия продолжил выступать под 88 игровым номером и в новой команде. Дебютировал за римскую команду 15 февраля в игре против «Пармы» (0:0), но забить не смог, и во время замены был освистан болельщиками, после чего спортивный директор «Ромы» Вальтер Сабатини выразил сомнение в правильности приобретения Думбия в зимний период — во время перерыва в российском чемпионате и после Кубка Африки. Позже Думбия признался, что после победы в Кубке Африки был не в форме. 29 апреля забил первый гол за «Рому» в матче против «Сассуоло» (1:1), выйдя в стартовом составе и забив на 6-й минуте матче. 3 мая Думбия помог своей команде победить «Дженоа» (2:0), отличившись точным ударом на 35-й минуте.
В Вечном городе он провёл полгода и сыграл 14 матчей, забив два гола. Карьера форварда в Серии А завершилась, по сути, так и не начавшись. «Рома» начала отдавать футболиста по арендам. Позже Думбия сожалел, что покинул ЦСКА ради «Ромы».

#### Аренды

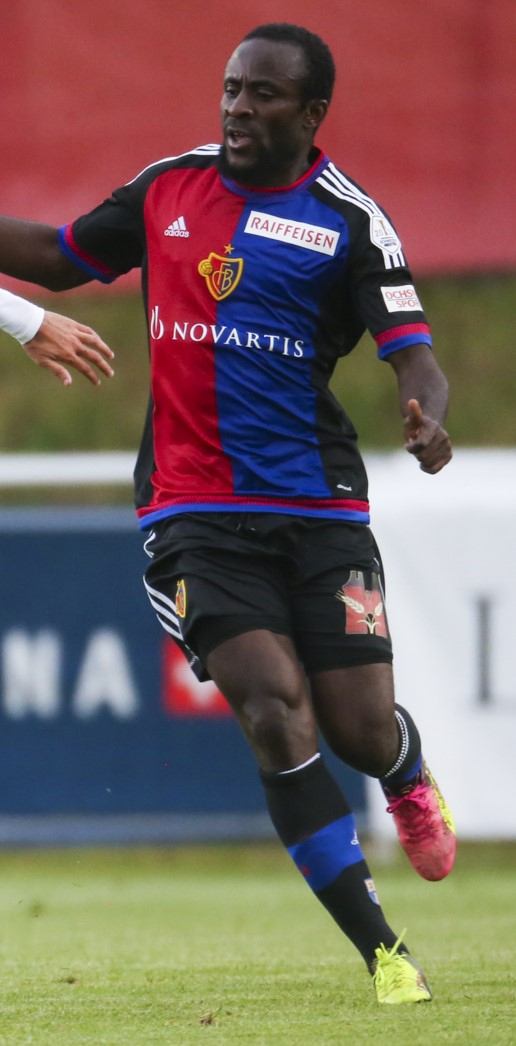
Думбия в составе «Базеля»

Летом 2015 года ЦСКА начал вести переговоры с «Ромой» по возвращению Думбия в московский клуб на правах аренды. 10 августа 2015 года ЦСКА арендовал Думбия до конца года за один миллион евро с возможностью пролонгации аренды до конца сезона. Футболист был заявлен для участия в премьер-лиге и Лиге чемпионов в матчах раунда плей-офф против «Спортинга». Отличившись в первом матче (1:2) и во втором матче (3:1) против «Спортинга», Думбия стал лучшим бомбардиром ЦСКА в Лиге чемпионов — на его счету стало 13 голов. Также Думбия стал лучшим бомбардиром российских клубов в розыгрышах Лиги чемпионов (13 голов в 17 матчах). Несмотря на результативное возвращение в ЦСКА, клуб не решился на обратный выкуп контракта футболиста, и Думбия покинул команду в зимнее межсезонье.
Лучано Спаллетти, вернувшись на пост главного тренера «Ромы», заявил, что Думбия ему в команде не нужен, но и оставлять его в аренде в ЦСКА итальянский клуб не хотел. 1 февраля 2016 года «Ньюкасл» арендовал ивуарийца до конца сезона с правом последующего выкупа, но решил правом этим не пользоваться. При Рафаэле Бенитесе Думбия проиграл конкуренцию другим форвардам команды и не смог помочь команде остаться в Премьер-лиге. За полгода в «Ньюкасле» Думбия сыграл в трёх играх Премьер-лиги, выходя во всех играх на замену в конце матча (в общей сложности чуть более 10 минут), но не отметился результативными действиями. В мае 2016 года было принято решение, что аренда «Ньюкаслом» продлена не будет и Думбия вернётся в Италию.
29 июня 2016 года Думбия вернулся в Швейцарию. «Базель» арендовал игрока на один сезон за 500 тысяч евро с опцией выкупа за 6 млн евро. Сейду провёл успешный сезон. Выйдя на поле 25 раз, он забил 20 голов, став при этом лучшим бомбардиром швейцарской Суперлиги (с пенальти отличился лишь однажды).Это помогло «Базелю» в 21-й раз стать чемпионом страны. Несмотря на это, контракт Думбия не был выкуплен, и игрок вернулся в «Рому». Однако римский клуб более не заинтересован в игроке. Трансферные слухи отправляли Думбия в аренду в лиссабонский «Спортинг» до конца следующего сезона с обязательным выкупом за 6 млн евро, но сделка сорвалась.
30 июня 2017 года перешёл в «Спортинг» на правах аренды до 30 июня 2018 года с возможным правом выкупа. Уже 14 августа португальский клуб объявил о досрочном выкупе африканца.

### «Спортинг» (Лиссабон)
1 января 2018 года стал игроком «Спортинга», контракт действовал до лета 2020 года. По данным Transfermarkt сумма трансфера составила 3 млн евро.

### «Жирона»
В 2018 году перешёл в испанскую «Жирону» на правах свободного агента. В основе он чаще выходил в кубковых матчах, а в чемпионате выступал одним из сменщиков Кристиана Стуани. Три встречи Сейду начинал в основном составе, а впервые отличился после выхода на замену в игре с «Эспаньолом» (3:1). Перед игрой с «Бетисом» в Примере дисквалификацию получил Кристиан Стуани. Здесь Думбия вышел в основном составе и забил уже в первом тайме. «Жирона» всё-таки проиграла со счётом 2:3. Это произошло впервые в матче, где Думбия был на поле с первых минут. Этот мяч стал для Сейду 150-м в карьере. В августе 2019 года расторг контракт с клубом. Всего Думбия провёл за «Жирону» 17 матчей в чемпионате, в которых забил 2 гола.

### «Сьон»
2 сентября 2019 года стал игроком швейцарского «Сьона». Думбия перешёл из «Жироны». Контракт с игроком рассчитан до 30 июня 2020. В марте 2020 года из-за вынужденной паузы в сезоне клуб решил компенсировать финансовые убытки понижением зарплаты игроков. По условиям новых соглашений оклад игроков «Сьона», которые согласятся на понижение, на время паузы в чемпионате составит 12 350 швейцарских франков (11,7 тысяч евро). Несколько игроков решили не подписывать контракт, о чём уведомили клуб. После этого «Сьон» прислал отказавшимся спортсменам уведомление о расторжении контрактов. В швейцарском клубе ивуарийский футболист принял участие в 15 матчах, забив пять мячей и отдав две голевые передачи.

### «Хамрун Спартанс»
27 января 2021 года подписал полугодовой контракт с мальтийским клубом «Хамрун Спартанс».

## Карьера в сборной
Думбия выступал за молодёжную сборную Кот-д’Ивуара с 2004 по 2005 год. В составе первой сборной он дебютировал 24 мая 2008 года в матче с командой Японии на Кубке Кирин. 18 ноября 2009 года он забил свой первый мяч за сборную, поразив ворота Германии; игра завершилась вничью 2:2.
На чемпионате мира 2010 года в ЮАР участвовал в 1 матче, выйдя на замену вместо Коффи Ромарика на 79-й минуте матча против сборной КНДР (3:0). Сборная Кот-д’Ивуара заняла третье место в своей группе после сборных Бразилии и Португалии и не сумела выйти в плей-офф.
Сейду попал в заявку сборной на Кубок африканских наций 2012. В первом групповом матче с Суданом (1:0) вышел на замену всего на две минуты, однако уже во втором групповом матче с Анголой (2:0) вышел в стартовом составе и провёл на поле 78 минут.
Из-за травмы спины Думбия пропустил Кубок африканских наций 2013.
Несмотря на прекрасную спортивную форму, которую Думбия набрал перед Чемпионатом мира 2014, он не был включён в финальную заявку. В связи с этим Думбия заявил о завершении выступлений за сборную Кот-д’Ивуара, в возрасте 26 лет. Однако, был вызван в сборную на матчи квалификации Кубка африканских наций 2015. 6 сентября 2014 года в матче против Сьерра-Леоне (2:1) вышел после 1-го тайма, заменив Саломона Калу, и забил на 63-й минуте, тем самым помог одержать для своей команды волевую победу.
Принял участие в финальном турнире Кубка Африки 2015, где сыграл в 4 играх и забил 1 гол, став вместе с командой победителем турнира.

## Стиль игры
По мнению Леонида Слуцкого, у Думбия очень необычный дриблинг:
Иногда он вроде бы выглядит, как увалень. Особенно это бросается в глаза, когда Думбия затевает дриблинг, который совершенно не вытекает из логики игры. То есть нет свободных зон, все защитники располагаются как надо. И вдруг Сейду бежит с мячом в эту толпу. У меня первая мысль: «Куда ты обыгрываешь?! Сейчас потеряешь!» А дальше видишь, никакой он не увалень, с мячом работает виртуозно, чаще всего выходя победителем из ситуации. Под него очень сложно подстроиться, учитывая оригинальный дриблинг и способность действовать иногда на поле вопреки всякой логике. […] У Сейду нет школы в классическом футбольном понимании. […] Думбия — самоучка. Отсюда своеобразная манера. Теперь понимаю, почему раньше его недооценивали. Отсутствие школы и впрямь могло отпугнуть.

## Статистика выступлений

### Клубная
| Клуб              | Сезон     | Чемпионат | Чемпионат | Кубок | Кубок | Кубок Лиги | Кубок Лиги | Суперкубок | Суперкубок | Международные кубки | Международные кубки | Всего | Всего |
| Клуб              | Сезон     | Игры      | Голы      | Игры  | Голы  | Игры       | Голы       | Игры       | Голы       | Игры                | Голы                | Игры  | Голы  |
| ----------------- | --------- | --------- | --------- | ----- | ----- | ---------- | ---------- | ---------- | ---------- | ------------------- | ------------------- | ----- | ----- |
| Касива Рейсол     | 2006      | 6         | 0         | 2     | 2     | 0          | 0          | 0          | 0          | 0                   | 0                   | 8     | 2     |
| Касива Рейсол     | 2007      | 18        | 3         | 0     | 0     | 5          | 1          | 0          | 0          | 0                   | 0                   | 23    | 4     |
| Касива Рейсол     | Итого     | 24        | 3         | 2     | 2     | 5          | 1          | 0          | 0          | 0                   | 0                   | 31    | 6     |
| Токусима Вортис   | 2008      | 16        | 7         | 0     | 0     | 0          | 0          | 0          | 0          | 0                   | 0                   | 16    | 7     |
| Токусима Вортис   | Итого     | 16        | 7         | 0     | 0     | 0          | 0          | 0          | 0          | 0                   | 0                   | 16    | 7     |
| Янг Бойз          | 2008/09   | 32        | 20        | 5     | 4     | 0          | 0          | 0          | 0          | 3                   | 1                   | 40    | 25    |
| Янг Бойз          | 2009/10   | 32        | 30        | 4     | 1     | 0          | 0          | 0          | 0          | 2                   | 1                   | 38    | 32    |
| Янг Бойз          | Итого     | 64        | 50        | 9     | 5     | 0          | 0          | 0          | 0          | 5                   | 2                   | 78    | 57    |
| ЦСКА              | 2010      | 11        | 5         | 0     | 0     | 0          | 0          | 0          | 0          | 4                   | 7                   | 15    | 12    |
| ЦСКА              | 2011/12   | 42        | 28        | 5     | 4     | 0          | 0          | 1          | 0          | 7                   | 5                   | 55    | 37    |
| ЦСКА              | 2012/13   | 7         | 3         | 2     | 1     | 0          | 0          | 0          | 0          | 0                   | 0                   | 9     | 4     |
| ЦСКА              | 2013/14   | 22        | 18        | 3     | 0     | 0          | 0          | 0          | 0          | 2                   | 2                   | 27    | 20    |
| ЦСКА              | 2014/15   | 13        | 7         | 0     | 0     | 0          | 0          | 1          | 1          | 6                   | 3                   | 20    | 11    |
| ЦСКА              | → 2015/16 | 13        | 5         | 0     | 0     | 0          | 0          | 0          | 0          | 8                   | 6                   | 21    | 11    |
| ЦСКА              | Итого     | 108       | 66        | 10    | 5     | 0          | 0          | 2          | 1          | 30                  | 23                  | 147   | 95    |
| Рома              | 2014/15   | 13        | 2         | 0     | 0     | 0          | 0          | 0          | 0          | 1                   | 0                   | 14    | 2     |
| Рома              | Итого     | 13        | 2         | 0     | 0     | 0          | 0          | 0          | 0          | 1                   | 0                   | 15    | 3     |
| → Ньюкасл Юнайтед | 2015/2016 | 3         | 0         | 0     | 0     | 0          | 0          | 0          | 0          | 0                   | 0                   | 3     | 0     |
| → Ньюкасл Юнайтед | Итого     | 3         | 0         | 0     | 0     | 0          | 0          | 0          | 0          | 0                   | 0                   | 3     | 0     |
| → Базель          | 2016/17   | 26        | 20        | 2     | 0     | 0          | 0          | 0          | 0          | 6                   | 1                   | 34    | 21    |
| → Базель          | Итого     | 26        | 20        | 2     | 0     | 0          | 0          | 0          | 0          | 6                   | 1                   | 34    | 21    |
| → Спортинг        | 2017/18   | 14        | 0         | 4     | 3     | 3          | 2          | 0          | 0          | 8                   | 3                   | 29    | 5     |
| → Спортинг        | Итого     | 14        | 0         | 4     | 3     | 3          | 2          | 0          | 0          | 8                   | 3                   | 29    | 5     |
| Жирона            | 2018/19   | 17        | 2         | 5     | 1     | 0          | 0          | 0          | 0          | 0                   | 0                   | 19    | 3     |
| Жирона            | Итого     | 17        | 2         | 5     | 1     | 0          | 0          | 0          | 0          | 0                   | 0                   | 19    | 3     |
| Сьон              | 2019/20   | 15        | 5         | 2     | 1     | 0          | 0          | 0          | 0          | 0                   | 0                   | 17    | 6     |
| Сьон              | Итого     | 15        | 5         | 2     | 1     | 0          | 0          | 0          | 0          | 0                   | 0                   | 17    | 6     |
| Всего             | Всего     | 274       | 149       | 30    | 15    | 8          | 3          | 2          | 1          | 48                  | 29                  | 361   | 195   |

### В сборной
| Матчи и голы Думбия за сборную Кот-д’Ивуара | Матчи и голы Думбия за сборную Кот-д’Ивуара | Матчи и голы Думбия за сборную Кот-д’Ивуара | Матчи и голы Думбия за сборную Кот-д’Ивуара | Матчи и голы Думбия за сборную Кот-д’Ивуара | Матчи и голы Думбия за сборную Кот-д’Ивуара | Матчи и голы Думбия за сборную Кот-д’Ивуара |
| №                                           | Дата                                        | Оппонент                                    | Счёт                                        | Голы Думбия                                 | Замены                                      | Соревнование                                |
| ------------------------------------------- | ------------------------------------------- | ------------------------------------------- | ------------------------------------------- | ------------------------------------------- | ------------------------------------------- | ------------------------------------------- |
| 1                                           | 24 мая 2008                                 | Япония                                      | 0:1                                         | —                                           | 83'                                         | Товарищеский матч                           |
| 2                                           | 12 августа 2009                             | Тунис                                       | 0:0                                         | —                                           | 46'                                         | Товарищеский матч                           |
| 3                                           | 14 ноября 2009                              | Гвинея                                      | 3:0                                         | —                                           | 78'                                         | Отборочные матчи ЧМ-2010                    |
| 4                                           | 18 ноября 2009                              | Германия                                    | 2:2                                         | 1                                           | 83'                                         | Товарищеский матч                           |
| 5                                           | 3 марта 2010                                | Республика Корея                            | 0:2                                         | —                                           | 83'                                         | Товарищеский матч                           |
| 6                                           | 4 июня 2010                                 | Японии                                      | 2:0                                         | —                                           | 18' 66'                                     | Товарищеский матч                           |
| 7                                           | 25 июня 2010                                | КНДР                                        | 3:0                                         | —                                           | 79'                                         | Финальные матчи ЧМ-2010                     |
| 8                                           | 10 августа 2010                             | Италия                                      | 1:0                                         | —                                           | 62'                                         | Товарищеский матч                           |
| 9                                           | 9 ноября 2010                               | Бурунди                                     | 1:0                                         | —                                           | 85'                                         | Отборочные матчи КАФ-2012                   |
| 10                                          | 17 ноября 2010                              | Польша                                      | 1:3                                         | —                                           | 71'                                         | Товарищеский матч                           |
| 11                                          | 8 февраля 2011                              | Мали                                        | 1:0                                         | —                                           | 78'                                         | Товарищеский матч                           |
| 12                                          | 5 июня 2011                                 | Бенин                                       | 6:2                                         | —                                           | 54'                                         | Отборочные матчи КАФ-2012                   |
| 13                                          | 3 сентября 2011                             | Руанда                                      | 5:0                                         | —                                           | 54'                                         | Отборочные матчи КАФ-2012                   |
| 14                                          | 12 ноября 2011                              | ЮАР                                         | 1:1                                         | —                                           | 66'                                         | Товарищеский матч                           |
| 15                                          | 13 января 2012                              | Туниса                                      | 2:0                                         | —                                           | 70'                                         | Товарищеский матч                           |
| 16                                          | 16 января 2012                              | Ливия                                       | 1:0                                         | —                                           | 46'                                         | Товарищеский матч                           |
| 17                                          | 22 января 2012                              | Судан                                       | 1:0                                         | —                                           | 89'                                         | Финальные матчи КАФ-2012                    |
| 18                                          | 30 января 2012                              | Ангола                                      | 2:0                                         | —                                           | 79'                                         | Финальные матчи КАФ-2012                    |
| 19                                          | 29 февраля 2012                             | Гвинея                                      | 0:0                                         | —                                           | 69'                                         | Товарищеский матч                           |
| 20                                          | 27 мая 2012                                 | Мали                                        | 2:1                                         | 1                                           |                                             | Товарищеский матч                           |
| 21                                          | 14 августа 2013                             | Мексика                                     | 1:4                                         | —                                           | 46'                                         | Товарищеский матч                           |
| 22                                          | 30 мая 2014                                 | Босния и Герцеговина                        | 1:2                                         | —                                           | 69'                                         | Товарищеский матч                           |
| 23                                          | 6 сентября 2014                             | Сьерра-Леоне                                | 2:1                                         | 1                                           | 46'                                         | Отборочные матчи КАФ-2015                   |
| 24                                          | 10 сентября 2014                            | Камерун                                     | 1:4                                         | —                                           | 58'                                         | Отборочные матчи КАФ-2015                   |
| 25                                          | 15 января 2015                              | Швеция                                      | 0:2                                         | —                                           | 58'                                         | Товарищеский матч                           |
| 26                                          | 20 января 2015                              | Гвинея                                      | 1:1                                         | 1                                           | 65'                                         | Финальные матчи КАФ-2015                    |
| 27                                          | 24 января 2015                              | Мали                                        | 1:1                                         | —                                           |                                             | Финальные матчи КАФ-2015                    |
| 28                                          | 28 января 2015                              | Камерун                                     | 1:0                                         | —                                           | 60'                                         | Финальные матчи КАФ-2015                    |
| 29                                          | 8 февраля 2015                              | Гана                                        | 0:0 (п.9:8)                                 | —                                           | 67'                                         | Финальные матчи КАФ-2015                    |
| 30                                          | 26 марта 2015                               | Ангола                                      | 2:0                                         | —                                           | 46'                                         | Товарищеский матч                           |
| 31                                          | 14 июня 2015                                | Габон                                       | 0:0                                         | —                                           | 83'                                         | Товарищеский матч                           |
| 32                                          | 6 сентября 2015                             | Сьерра-Леоне                                | 0:0                                         | —                                           | 62'                                         | Отборочные матчи КАФ-2017                   |
| 33                                          | 9 октября 2015                              | Марокко                                     | 0:1                                         | 1                                           | 46'                                         | Товарищеский матч                           |
| 34                                          | 13 ноября 2015                              | Либерия                                     | 1:0                                         | —                                           | 90+5'                                       | Отборочные матчи ЧМ-2018                    |
| 35                                          | 17 ноября 2015                              | Либерия                                     | 3:0                                         | —                                           | 58'                                         | Отборочные матчи ЧМ-2018                    |
| 36                                          | 10 июня 2017                                | Гвинея                                      | 2:3                                         | 2                                           |                                             | Отборочные матчи КАФ-2019                   |

| Кот-д’Ивуар      | Год              | Отборочные матчи ЧМ | Отборочные матчи ЧМ | Финальные матчи ЧМ | Финальные матчи ЧМ | Отборочные матчи КАФ | Отборочные матчи КАФ | Финальные матчи КАФ | Финальные матчи КАФ | Товарищеские матчи | Товарищеские матчи | Всего | Всего |
| Кот-д’Ивуар      | Год              | Игры                | Голы                | Игры               | Голы               | Игры                 | Голы                 | Игры                | Голы                | Игры               | Голы               | Игры  | Голы  |
| ---------------- | ---------------- | ------------------- | ------------------- | ------------------ | ------------------ | -------------------- | -------------------- | ------------------- | ------------------- | ------------------ | ------------------ | ----- | ----- |
| Кот-д’Ивуар      | 2008             | 0                   | 0                   | 0                  | 0                  | 0                    | 0                    | 0                   | 0                   | 1                  | 0                  | 1     | 0     |
| Кот-д’Ивуар      | 2009             | 1                   | 0                   | 0                  | 0                  | 0                    | 0                    | 0                   | 0                   | 2                  | 1                  | 3     | 1     |
| Кот-д’Ивуар      | 2010             | 0                   | 0                   | 1                  | 0                  | 1                    | 0                    | 0                   | 0                   | 4                  | 0                  | 6     | 0     |
| Кот-д’Ивуар      | 2011             | 0                   | 0                   | 0                  | 0                  | 2                    | 2                    | 0                   | 0                   | 2                  | 0                  | 4     | 0     |
| Кот-д’Ивуар      | 2012             | 0                   | 0                   | 0                  | 0                  | 0                    | 0                    | 2                   | 0                   | 4                  | 1                  | 6     | 1     |
| Кот-д’Ивуар      | 2013             | 0                   | 0                   | 0                  | 0                  | 0                    | 0                    | 0                   | 0                   | 1                  | 0                  | 1     | 0     |
| Кот-д’Ивуар      | 2014             | 0                   | 0                   | 0                  | 0                  | 2                    | 1                    | 0                   | 0                   | 1                  | 0                  | 3     | 1     |
| Кот-д’Ивуар      | 2015             | 2                   | 0                   | 0                  | 0                  | 1                    | 0                    | 4                   | 1                   | 4                  | 1                  | 11    | 2     |
| Кот-д’Ивуар      | 2016             | 0                   | 0                   | 0                  | 0                  | 0                    | 0                    | 0                   | 0                   | 0                  | 0                  | 0     | 0     |
| Кот-д’Ивуар      | 2017             | 0                   | 0                   | 0                  | 0                  | 0                    | 0                    | 1                   | 2                   | 0                  | 0                  | 1     | 2     |
| Всего за карьеру | Всего за карьеру | 3                   | 0                   | 1                  | 0                  | 5                    | 3                    | 7                   | 3                   | 19                 | 3                  | 36    | 7     |

Итого: 36 матча / 7 голов; 20 побед, 8 ничьих, 8 поражений.

## Достижения
Клубные
ЦСКА (Москва)
- Чемпион России (3): 2012/13, 2013/14, 2015/2016
- Обладатель Кубка России (2): 2010/11, 2012/13
- Обладатель Суперкубка России: 2014
- Итого: 6 трофеев

«Базель»
- Чемпион Швейцарии: 2016/17

Жирона
- Обладатель Суперкубка Каталонии (1): 2019

Сборная Кот-д’Ивуара
- Чемпион Кубка африканских наций: 2015

Личные
- Лучший бомбардир чемпионата Кот-д’Ивуара: 2005 (15 голов)
- Лучший бомбардир чемпионата Швейцарии (3): 2008/2009 (20 голов), 2009/2010 (30 голов), 2016/2017 (20 голов)
- Лучший бомбардир чемпионата России (2): 2011/2012 (28 голов), 2013/2014 (18 голов)
- Футболист года в Швейцарии по опросу игроков: 2009, 2010
- В списках 33 лучших футболистов чемпионата России (3): № 3 (2010), № 1 (2011/2012), № 1 (2013/14)
- Лучший бомбардир Кубка России: 2010/2011 (4 гола, совместно с Максимом Бондаренко).
- Футболист года в России (еженедельник «Футбол») (2): 2011[71], 2014
- Футболист года в России (Спорт-Экспресс): 2011
- Лучший футболист чемпионата России сезона: 2013/14
- Рекордсмен чемпионата России по количеству голов в одном сезоне: 28 голов

## Личная жизнь
- Главное пристрастие Думбия в жизни — компьютер. Постоянно слушает музыку, отдавая предпочтение африканским ритмам[72].
- Женат и имеет дочь. Супругу зовут Джосси. Исповедует ислам[источник не указан 3063 дня].
- В компьютерной игре Football Manager 2007 у футболиста указана другая дата рождения — 16 июня 1985 года[73].